# Soro (paroisse civile)
Pour les articles homonymes, voir Soro.
Soro est l'une des cinq paroisses civiles de la municipalité de Mariño dans l'État de Sucre au Venezuela. Sa capitale est Soro.